# Tesaříkovití
Tesaříkovití (Cerambycidae) jsou početná a rozmanitá čeleď brouků. K listopadu 2024 bylo popsáno přes 39 000 žijících druhů. Jsou rozšířeni na všech kontinentech kromě Antarktidy, ale většina se jich vyskytuje v tropických oblastech Asie a Jižní Ameriky. V České republice bylo zjištěno více než 200 druhů (seznam), z nichž některé jsou velmi vzácné a jsou chráněny zákonem.
Tesaříci přečkávají většinu života ve stadiu larvy, které často trvá několik let, jsou výhradně býložraví a hrají důležitou roli v ekosystému – jejich larvy rozkládají odumřelé dřevo, zatímco dospělci jsou často opylovači kvetoucích rostlin. Některé druhy jsou považovány za škůdce dřevin a mohou poškozovat dřevěné stavby.
Do čeledi tesaříkovitých patří také titán obrovský (Titanus giganteus), který je největším známým broukem na světě.

## Znaky čeledi

### Stavba těla

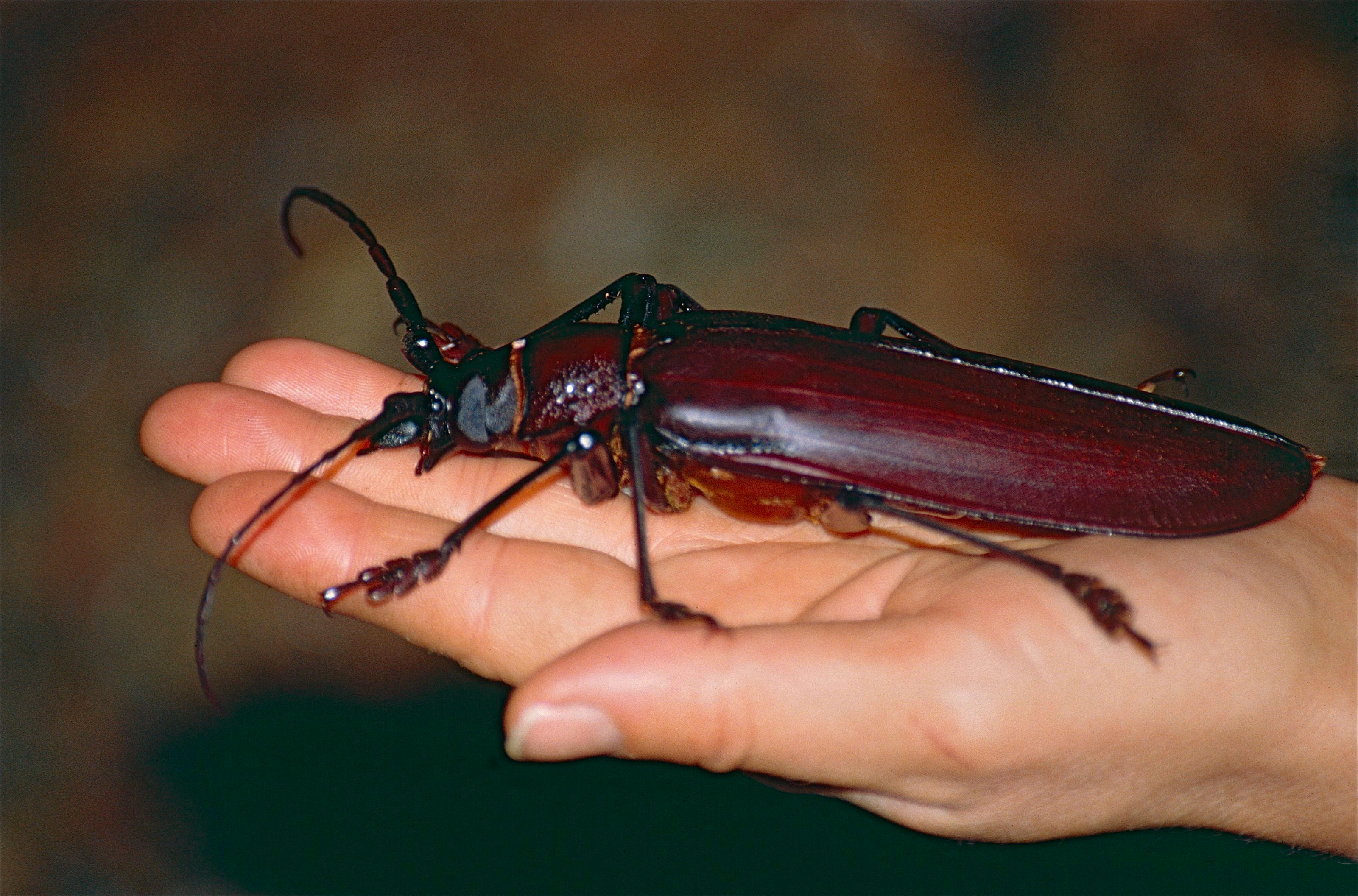
Titán obrovský (Titanus giganteus) - největší zástupce čeledi tesaříkových - v porovnání s lidskou rukou

Čeleď je velmi rozmanitá a zahrnuje brouky různých velikostí, od 2,5 mm (rod Cyrtinus) až po téměř 170 mm u největšího brouka světa – titána obrovského. Při započtení délky tykadel, je však nejdelším broukem novoguinejský tesařík Batocera kibleri s tykadly dlouhými i 200 mm. Tesaříci jsou v rozměrech značně variabilní, velikost dospělců se odvíjí od kvality potravy přijímané v larválním stádiu, tudíž mohou i mezi jedinci stejného druhu vznikat značné velikostní rozdíly. V České republice se vyskytují druhy o délce 3 až 60 mm. Největším českým druhem je tesařík zavalitý.
Většina tesaříků má protáhlé a štíhlé tělo, u různých druhů více či méně válcovité. Krovky jsou nejširší v přední části a směrem dozadu se zužují, případně jsou jejich okraje rovnoběžné a jsou zakončeny obloukovitým zúžením, jen výjimečně se rozšiřují v zadní části (rod Stenostola). Většinou zakrývají celé tělo a překrývají zadeček, pouze u některých rodů (Necydalis, Molorchus) jsou zakrnělé a odhalují tak křídla. Ta jsou u tesaříků dobře vyvinutá a umožňují aktivní let, výjimkou jsou nelétavé rody, jako je evropský Dorcadion, severoamerický Moneilema nebo novozélandský Blosyropus, u nichž jsou spodní křídla srostlá s krovkami a vytváří tak pevnou schránku chránící hřbet brouka.
Končetiny tesaříků jsou zpravidla poměrně dlouhé a štíhlé, se dvěma tibiálními ostruhami (ostny na konci holeně) a chodidly sestávajícími ze čtyř článků. Předohruď je svrchu kryta štítem, jehož tvar se různí. Řada druhů má na vnitřní straně štítu na hrudi chitinový trn, jehož třením o tzv. stridulační destičku před štítem vydávají vrzavé zvuky – stridulaci. Středem hlavy prochází podélná rýha, kousací ústrojí je tvořeno dvěma silnými zahnutými kusadly. Charakteristickým znakem většiny tesaříků jsou dlouhá tykadla, skládající se z 11, výjimečně i více článků, která u některých druhů výrazně přesahují délku těla. Například u samců kozlíčka dazule mohou být až 5x delší, než je samotné tělo brouka. Existují však i druhy s tykadly relativně krátkými, např. tesařík borový.

Mezi tesaříky je běžný pohlavní dimorfismus, který se může projevovat ve zbarvení, tělesných proporcích a délce tykadel, jež bývají u samců delší.

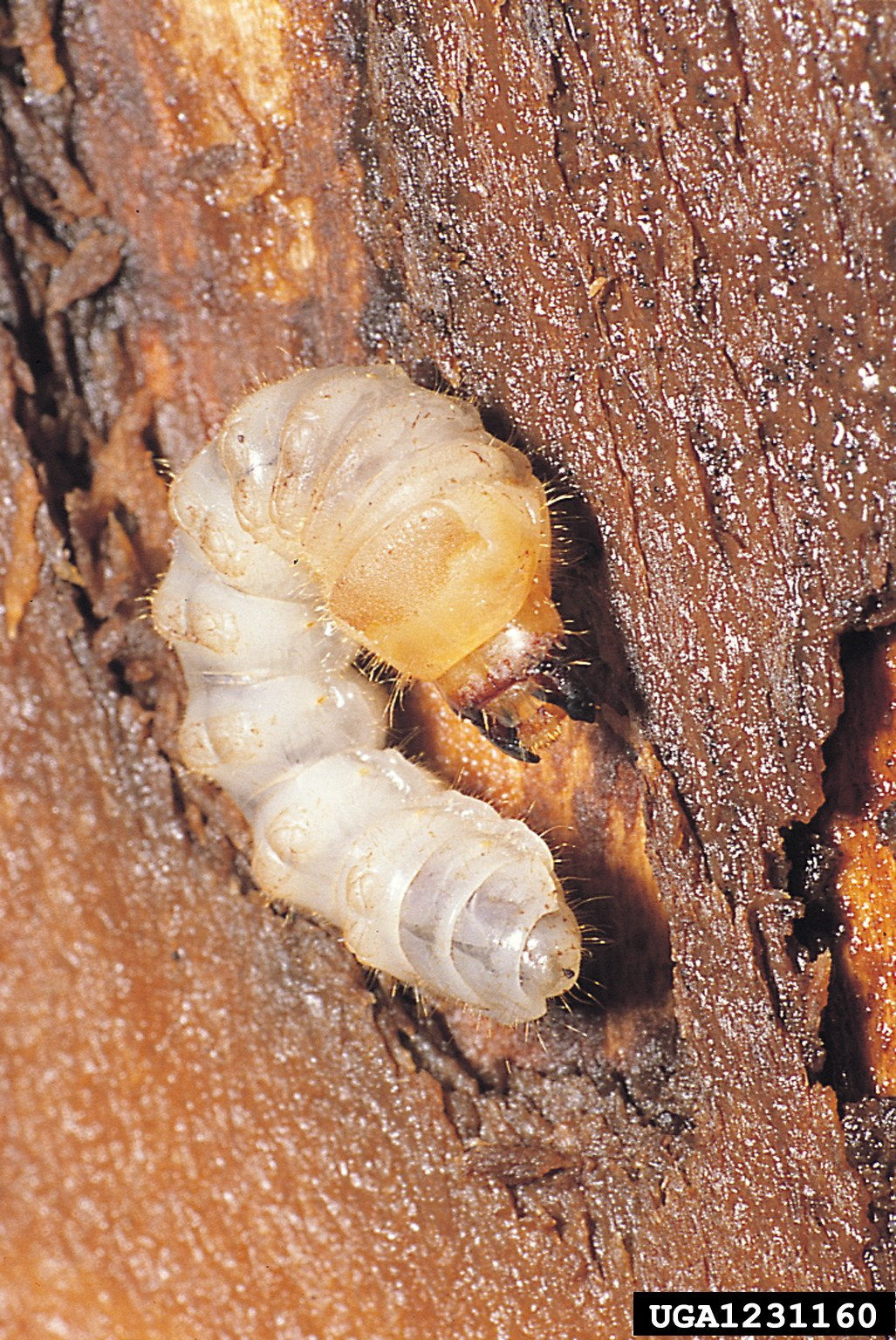
Larva tesaříka

Larvy mají robustní světlé tělo s drobnýma, nebo zcela chybějícíma nohama a velkou hnědou hlavu nesoucí krátká, mohutná kusadla. Jsou celkově oválného tvaru, v závislosti na vývoji daného druhu do určité míry zploštělé (např. larvy vyvíjející se mezi kůrou a bělí jsou plošší než larvy prokousávající se přímo dřevem). Tělo sestává ze čtrnácti článků – hlavy, 3 hrudních článků a 10 zadečkových. Na některých zadečkových článcích se nachází hrbolovité zduřeliny, usnadňující pohyb ve dřevě. Larvy vyhlodávají klikaté, na průřezu oválné chodby.

### Zbarvení
Zbarvení je různorodé, mnoho tesaříků je hnědých nebo černých, někteří jsou kovově lesklí, časté je nejrůznější kryptické zbarvení v závislosti na biotopu daného druhu. Jiné druhy jsou velmi pestré s různými vzory na krovkách, výjimečné není ani mimetické zbarvení napodobující jiné skupiny hmyzu, nejčastěji vosy. Pro některé zástupce je typická velká variabilita ve zbarvení a kresbě na krovkách, např. tesařík alpský údajně utváří asi sto různých barevných forem.

## Systematika
Čeleď tesaříkovitých je blízce příbuzná s mandelinkovitými (Chrysomelidae), tyto dvě čeledi společně s několika dalšími utváří nadčeleď Chrysomeloidea. Nejstaršího známého tesaříka představuje velmi dobře dochovaná fosilie druhu Cretoprionus liutiaogouensis nalezená v Číně. Tento nález dokládá existenci tesaříkovitých již v rané křídě, před asi 122 miliony let. Původ čeledi je nicméně předpokládán už od svrchního triasu.
Počet popsaných recentních druhů čítal v roce 2019 asi 34 490, avšak každý rok přibude zhruba 200 nově popsaných druhů.
Systematika tesaříků není ustálena, a tak se počet vědecky uznávaných podčeledí neustále mění a v rámci jednotlivých publikací není jednotný. Většina druhů je obvykle řazena do dvou velkých podčeledí – Lamiinae a Cerambycinae, do nichž spadá asi 90,5 % známých druhů. Do těchto dvou náleží i značná část druhů vyskytujících se v Česku. Z dalších podčeledí uváděných s výskytem v České republice lze zmínit Prioninae, Spondylidinae, Lepturinae a Necydalinae (někdy řazena jako tribus Necydalini do podčeledi Lepturinae).

## Rozšíření a habitat

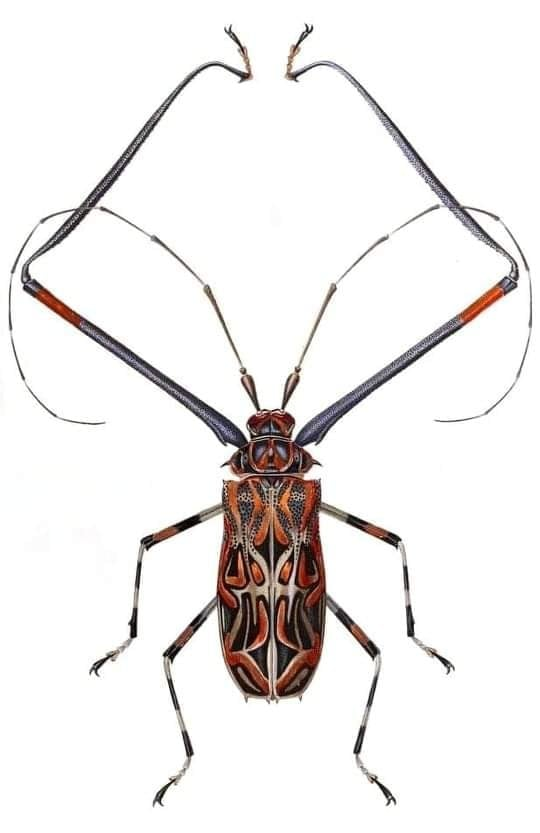
Acrocinus longimanus - jihoamerický druh s extrémně dlouhým předním párem nohou

Tesaříci se vyskytují na všech kontinentech s výjimkou Antarktidy. Nejvíce se jich nachází v tropech, a to hlavně v orientální oblasti, kde se vyskytuje 30,9 % všech známých druhů (k roku 2019), a v neotropické oblasti, kde podíl druhů činí 28,7 %. Velký počet druhů se vyskytuje také v Africe, zatímco v Severní Americe a Austrálii diverzita tesaříkovitých tak vysoká není. V Evropě se nachází jen 2 % známých druhů.
Tesaříci obývají širokou škálu nejrůznějších biotopů. Vyskytují se do nadmořské výšky asi 4200 m n. m., jen málo druhů je však výhradně horských. V Evropě jsou významně zastoupeni zejména v lesích, ale nalezneme je i na loukách, náspech, při okrajích cest, v zahradách a sadech. Mnozí tesaříci se vyvíjí pouze v konkrétních druzích stromů nebo bylin, a jsou tak vázáni na areál jejich výskytu. Někteří tesaříci jsou rozšířeni pouze lokálně, v závislosti na výskytu živné rostliny, zatímco méně náročné druhy mohou mít široký areál rozšíření a obývat více typů stanovišť. Samice většiny druhů vyvíjejících se ve dřevě nekladou do zdravých stromů, ale vyžadují staré porosty s oslabenými, umírajícími nebo padlými a rozkládajícími se stromy, přičemž některé druhy upřednostňují vlhké, a jiné naopak sušší dřevo. Druhové složení tesaříků v některých oblastech se tak mění v důsledku lesního hospodářství, výsadby jiných druhů stromů a nedostatku starých porostů. V případě hromadného hynutí stromů určitého druhu (např. kvůli houbovému onemocnění) často dochází i k dočasnému zvýšení populace tesaříků vázaných na daný strom.

### V Česku
V České republice bylo zjištěno 209 druhů tesaříkovitých, z toho 184 v Čechách a 203 na Moravě a ve Slezsku. Druhové složení tesaříků se zde značně měnilo se změnami v lesním hospodářství. Jako příklad lze uvést mizení jedle z krajiny nebo mýcení lužních lesů. Ačkoli většina porostů byla nahrazena monokulturami smrku, mezi silně ohrožené ohrožené druhy v Česku patří i někteří ve smrku se vyvíjející tesaříci (např. kozlíček mřížkovaný) – v lesích totiž nejsou ponechávány staré tlející stromy.
Mezi nejběžnější druhy v Česku patří tesařík obecný a Pseudovadonia livida, usedající v létě na květy. Naopak mnoho druhů se v Česku vyskytuje pouze lokálně, např. některé teplomilné druhy jsou známy pouze z Moravy a nejteplejších oblastí Čech (tesařík broskvoňový v Podyjí a na Křivoklátsku, kozlíček černý pouze na jižní Moravě atp.). Jiné nalezneme zase jen ve vyšších polohách (trnoštítec horský na Šumavě a v Novohradských horách, tesařík horský na Šumavě a vzácně v Severních Čechách). Některé druhy jsou v Česku chráněny zákonem.

### Nepůvodní druhy
Vzhledem k dlouhému vývoji larev ve stromech jsou tesaříci poměrně často zavlečeni do nových lokalit, kam se dostávají ve stadiu larvy nebo kukly při převážení vytěženého dřeva. Mezi těmito druhy jsou i někteří významní škůdci, např. Anoplophora glabripennis původem z východní Asie, který byl zavlečen do Severní Ameriky a opakovaně je nalézán i v některých evropských zemích.
V Evropě dochází k přirozenému šíření některých druhů směrem na sever, zřejmě v důsledku klimatických změn.

## Rozmnožování a vývoj
Samice tesaříků kladou vajíčka přímo do živné rostliny či v její blízkosti, v závislosti na druhu buď do kmene, větví či kořenové části stromu, nebo do stonků bylin. Stadium larvy trvá výrazně déle než následný život dospělce. 

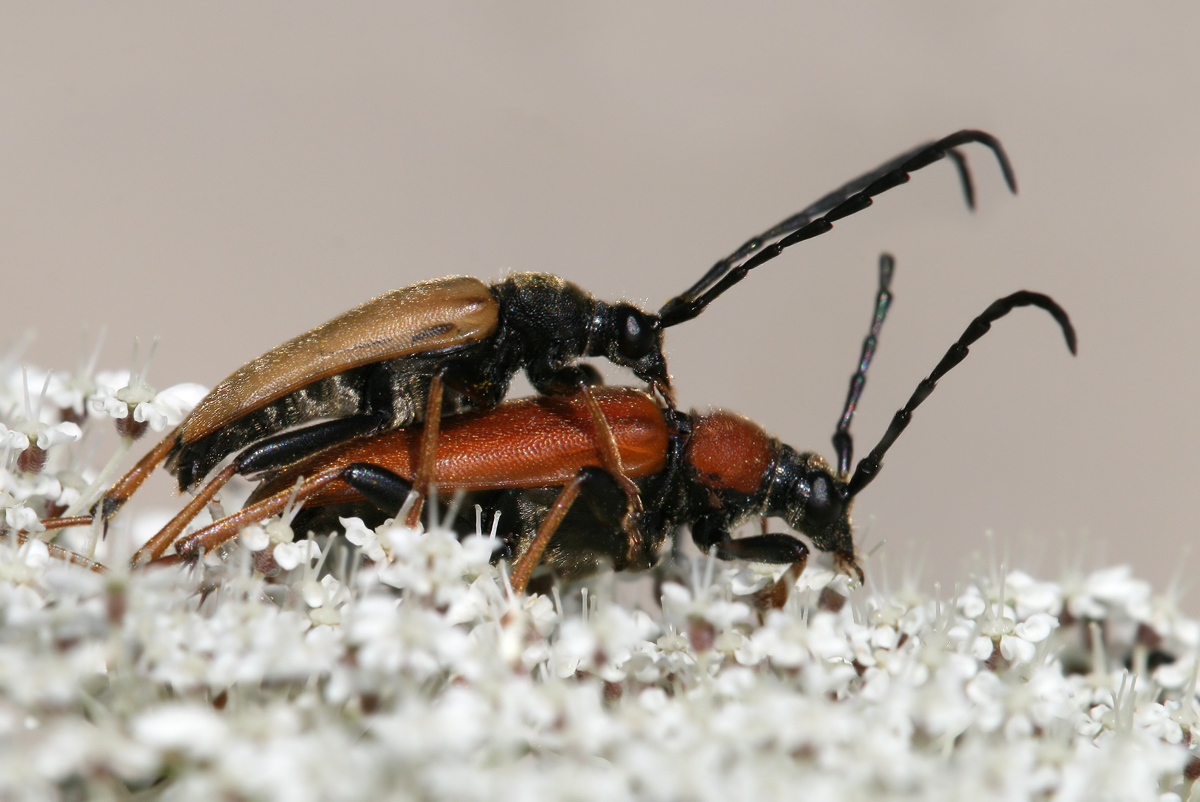
Páření tesaříků obecných

### Páření

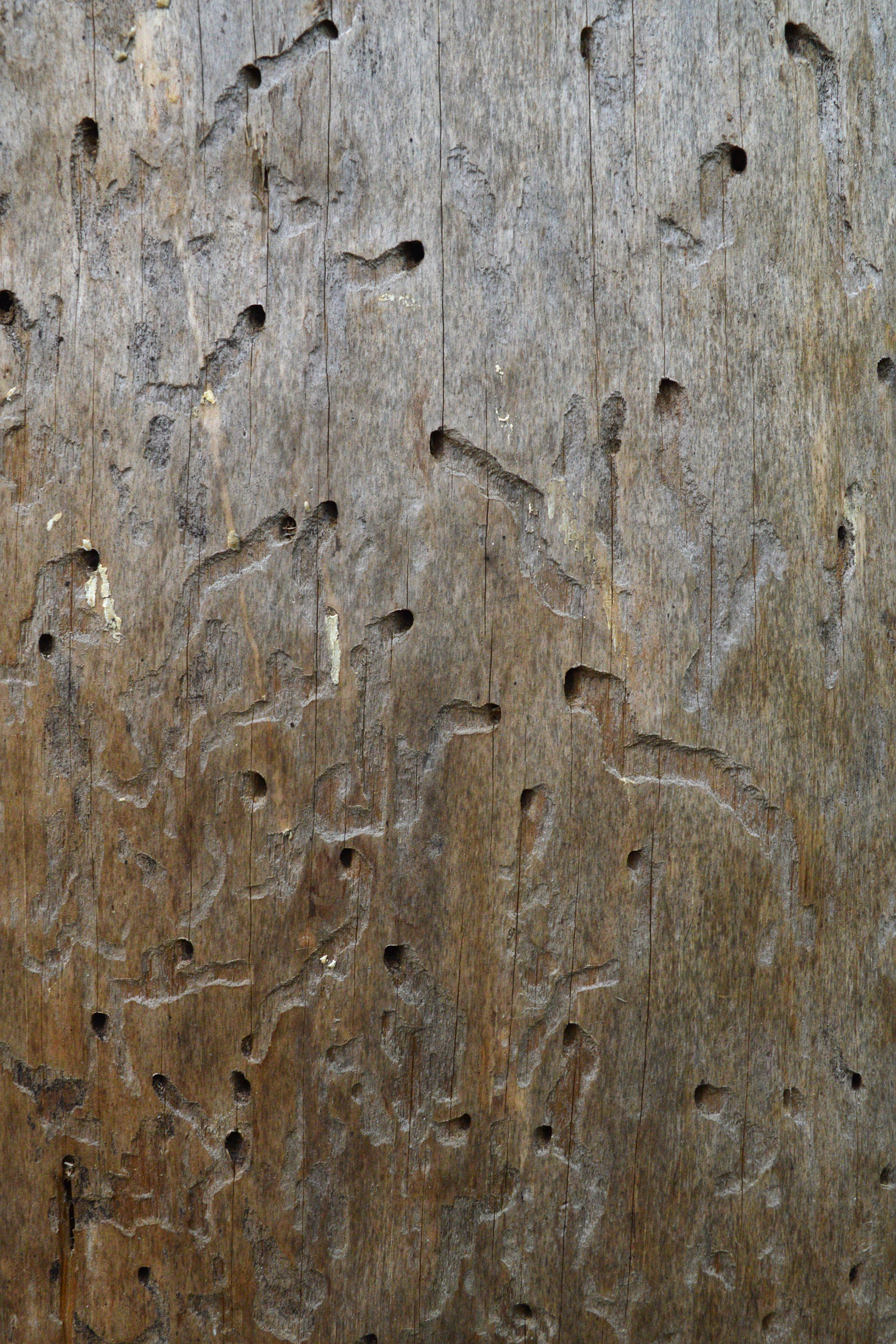
Stopy po larvách ve dřevě

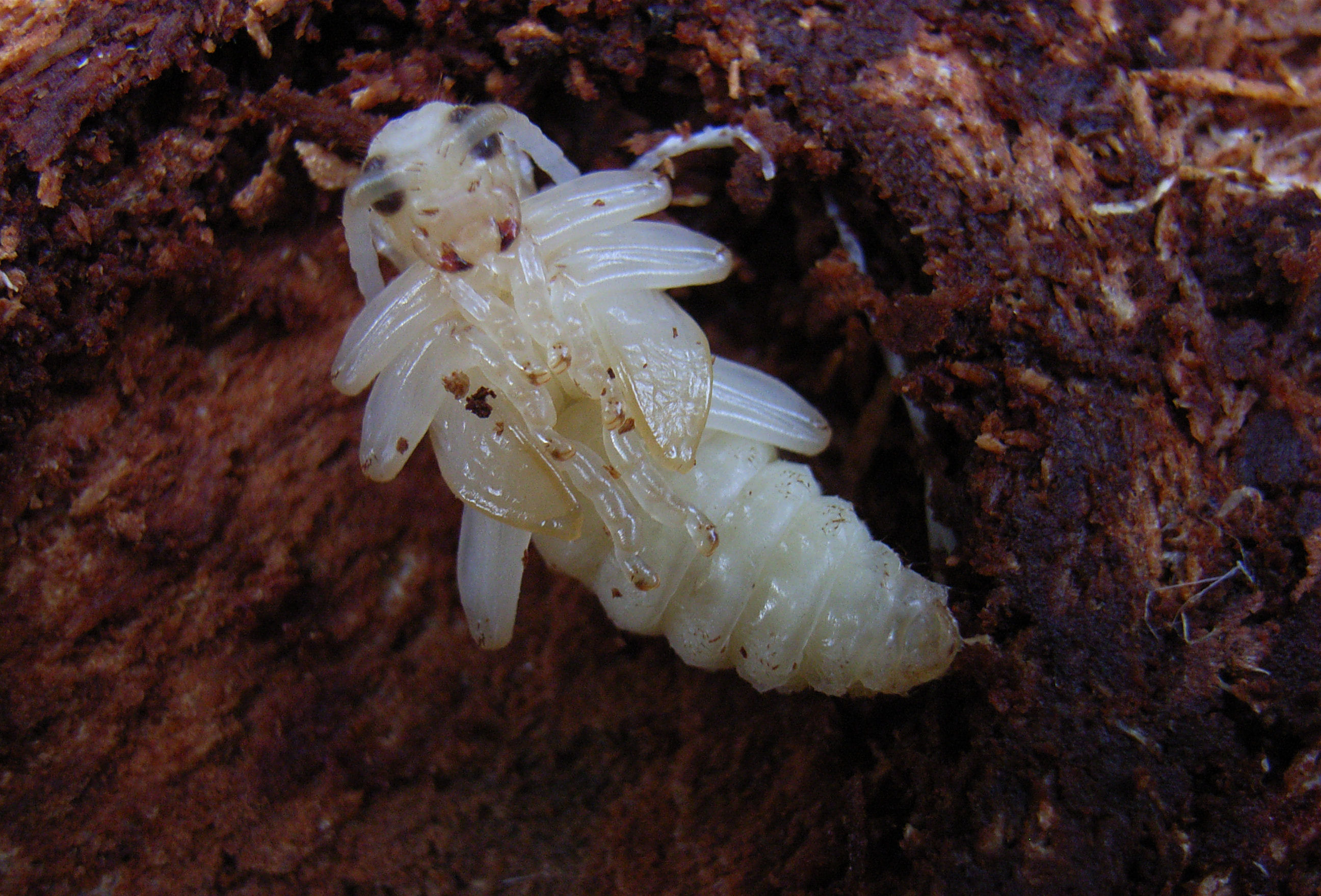
Kukla tesaříka dvoupásovaného (Rhagium bifasciatum)

Páření probíhá často na květech nebo živných rostlinách, kam samičky lákají samce pomocí feromonů. Při jejich detekci možná hrají roli dlouhá tykadla, jež jsou z toho důvodu u samců delší. Některé druhy feromony zřejmě nepoužívají a jedinci se jednoduše setkávají u živné rostliny. Dospělci tesaříků neprovádí před kopulací žádné aktivní námluvy, kopulace samotná trvá od několika sekund po několik hodin, někdy bývá opakovaná se stejnou, nebo s různými samicemi.

### Kladení vajíček
Vajíčka jsou bílá nebo nažloutlá. Zpočátku mají měkký obal, ten však při kontaktu se vzduchem rychle tuhne. U tesaříků vyvíjejících se ve dřevě jsou známy čtyři různé typy kladení vajíček v závislosti na druhu: Kladení do přirozených štěrbin v kůře (nejčastější), kladení jednotlivých vajec mezi běl a kůru do vyhlodaných otvorů, kladení do přirozených či vyhlodaných otvorů ve dřevě bez kůry a kladení do půdy v blízkosti kořenů. Larvy se líhnou do 3 týdnů po nakladení.

### Vývoj larvy a kukly
Larvy se vyvíjí pod kůrou, ve dřevě, stoncích bylin, semenech nebo v kořenové části stromu. Délka vývoje je nejčastěji 1–3 roky v závislosti na druhu, ale je také ovlivněna přírodními podmínkami, jako jsou teplota a vlhkost, a může se protáhnout na více let. Během té doby prochází larva obvykle 7 až 10 instary. Nejrychlejší vývoj mají druhy dospívající ve stoncích bylin, z nichž některé prodělají proměnu už pár měsíců po vylíhnutí. Larvy ve stromech vytváří pod kůrou klikaté tunýlky různé šířky, v posledních stadiích se pak obvykle prokoušou do dřeva, kde si vyhryžou komůrku a zakuklí se, ale někdy se kuklí i přímo pod kůrou. Kuklící komůrka bývá u některých druhů vystlána dřevěnými pilinami. Fáze kukly trvá zhruba týden až měsíc, dospělec po prodělání proměny zůstává ještě nějaký čas v komůrce, než ji opustí výletovým otvorem.
Larvy i dospělci kozlíčků rodu Dorcadion jsou rhizofágové – konzumují kořeny travin. U larev rhizofágních tesaříků probíhá kuklení v komůrce pod zemí.

## Život dospělce
Většina tesaříků se musí po prodělání proměny vyživovat, aby dosáhli pohlavní dospělosti (tzv. zralostní žír), pouze část druhů potravu nepřijímá a jsou schopny páření ihned po vykuklení. Někteří dospělci se slétají na kvetoucích rostlinách, kde se živí pylem a nektarem, nebo na ovoci, z něhož sají šťávu. Mnohé druhy se také zdržují na pařezech či padlých stromech a olizují mízu, zatímco jiní zástupci se živí listy nebo jehličím. Pár druhů se specializovalo na stravu v podobě hub. Ačkoli většina tesaříků je výhradně býložravá, je znám jeden rod, severoamerický Elytroleptus, jehož zástupci svým vzhledem napodobují a následně loví jedovaté brouky z čeledi dlouhoústcovitých. Není objasněno, zda se jedná o čistě potravní strategii, nebo tesaříci z toxické kořisti získávají obranné látky, či se tato strategie vyvinula z jiného důvodu.
Létavé druhy jsou schopny rychlého letu a mohou se pohybovat i na velké vzdálenosti, zatímco ty nelétavé se po celý život zdržují v blízkosti živné rostliny. Ačkoli obecně jsou tesaříci spíše teplomilní a světlomilní, jsou mezi nimi i soumračné a noční druhy. Ty jsou někdy v noci přilákány k umělým světelným zdrojům.

## Predátoři, obrana

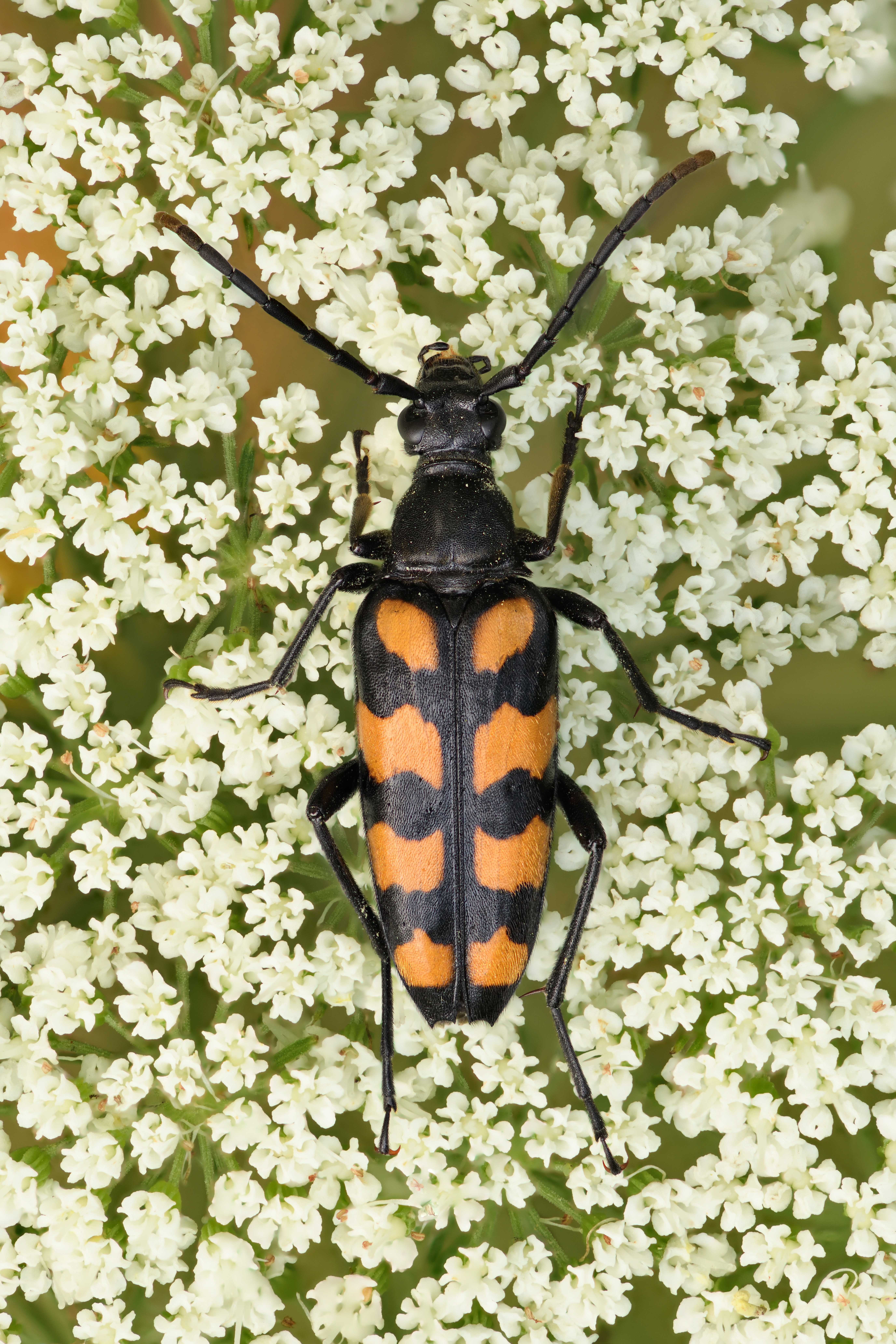
Tesařík čtveropásý (Leptura quadrifasciata) s výstražným zbarvením

Mezi predátory dospělých tesaříků patří hlavně drobní savci, ještěrky a někteří ptáci, ale větší druhy se mohou stát i příležitostnou kořistí lišek, jezevců, divokých prasat nebo jiných velkých savců. Někdy je loví i jiní bezobratlí, např. pavoukovci. Ve dřevě se vyvíjející larvy se často stávají kořistí datlovitých, kteří mají velký podíl na redukci jejich populace, ale i jiných druhů ptáků (např. sýkor, brhlíků nebo šoupálků). Mohou být také napadány různým hmyzem (např. mravenci) a larvami jiných brouků, včetně dalších tesaříků. Mezi larvami není výjimečný ani vnitrodruhový kanibalismus.
Mnozí tesaříci jsou před potenciálními predátory chráněni už svým zbarvením. Některé druhy mají nenápadnou barvu splývající s povrchem, na němž se běžně vyskytují (např. rod Acanthocinus). U jiných se zase vyvinuly mimikry napodobující jiné druhy hmyzu za účelem odrazení predátorů. Nejčastější je kombinace černé a žluté nebo černé a bílé barvy na krovkách, napodobující zbarvení vos (např. rody Chlorophorus, Plagionotus, Leptura). Tato strategie nicméně neodradí veškeré predátory. Terénní výzkum s umělými atrapami tesaříků prokázal, že ptáci napadali druhy s výstražným zbarvením ve stejné míře jako maskované druhy umístěné na nenápadném povrchu. Je však možné, že u napodobování jiných druhů hmyzu hraje kromě zbarvení velkou roli i samotné chování brouka.
Tesařík pižmový vypouští v případě ohrožení zapáchající sekret, připomínající svou vůní pižmo. Okolo stromů napadených tímto broukem může být zápach cítit do vzdálenosti několika metrů. Není vyloučena ani funkce tohoto zápachu jako agregačního feromonu za účelem nalákání dalších jedinců téhož duhu na napadený strom.
Neobvyklá strategie se vyvinula u jihoamerického druhu Onychocerus albitarsis, který má na koncích tykadel ostré bodce napojené na jedovou žlázu. Jedná se o jediného brouka s tímto typem obrany.

## Hospodářský význam

### Role v ekosystému
Tesaříkovití hrají důležitou roli v lesních ekosystémech, kde jejich larvy rozkládají mrtvé dřevo, a umožňují tak přirozenou obnovu porostu. Rozmělňováním mrtvého dřeva také vytváří nové prostředí pro další druhy hmyzu, a ovlivňují tak míru biodiverzity. Dospělci mnoha druhů jsou užiteční jakožto opylovači květů.

### Škůdci
Ačkoli značná část tesaříků se vyvíjí v již mrtvých nebo odumírajících stromech, některé druhy mohou způsobovat oslabení, případně úhyn živých stromů v lesních porostech. Mezi významné škůdce pak patří zejména ty druhy, které poškozují již zpracované a použité dřevo. Poškození často není na první pohled patrné, neboť probíhá uvnitř dřeva. Vidět bývají otvory, kterými larvy vysypávají rozmělněný materiál. Ve větším počtu mohou larvy mít velký vliv na stav dřevěných konstrukcí. V Česku způsobuje největší škody tesařík krovový, jehož larvy se vyvíjejí v odkorněném suchém dřevě jehličnanů, a tudíž často napadají dřevěné stavby na vesnicích i ve městech. Dospělci tohoto druhu se navíc mohou pářit a rozmnožovat uvnitř dřeva, aniž by opustili vyhlodané chodby. Nedostatečně ošetřené dřevo na budovách může příležitostně napadat také tesařík obecný nebo tesařík fialový, jenž sice klade nejčastěji do neodkorněného dřeva, ale jeho larvy se v něm následně mohou vyvíjet i po zpracování. Významným škůdcem uskladněného, neodkorněného dřeva listnatých stromů je hojný tesařík skladištní. Mezi světově významné škůdce patří z Asie zavlečený Anoplophora glabripennis, jehož larvy napadají řadu listnatých stromů. Tento druh nebyl v ČR zjištěn od roku 2012.
Je také možné, že někteří tesaříci účinkují jako přenašeči různých chorob dřevin, např. různých tracheomykózních onemocnění, která mohou způsobit hromadný úhyn stromů. Tesaříci by mohli tyto choroby přenášet a infikovat další stromy při zralostním žíru. Larvy ve dřevě mohou narušováním lýka a kůry napomáhat šíření infekcí. Tesaříci rodu Monochamus jsou přenašeči háďátka borového, významného škůdce borovic, který ve dřevě proniká do vzdušnic a pod krovky líhnoucích se brouků, a nechává se tak dopravit na jiné stromy.

## Ohrožené druhy a ochrana
Tesaříci jsou celkově ohroženi hlavně ztrátou přirozeného biotopu. V tropech je to hlavně vlivem mýcení deštných pralesů – mnohé nepopsané druhy tak možná vyhynou dříve, než budou vůbec objeveny. Červený seznam ohrožených druhů IUCN uvádí 2 druhy kriticky ohrožené, 25 ohrožených a 18 zranitelných.
V České republice jsou tesaříci ohroženi zejména změnami v krajině vlivem lesního hospodářství a zemědělství. Na úbytek některých mělo nemalý vliv také nadměrné používání insekticidů. Jedná se často o druhy vázané na staré porosty určitého druhu stromu – likvidací lužních lesů je ohrožen např. kozlíček jilmový vázaný na ubývající jilm nebo tesařík drsnorohý vázaný na staré topoly a vrby. Na těžbu bukového dřeva a nahrazování bučin jinými porosty doplácí tesařík alpský. Některé druhy, např. tesařík javorový (javor) nebo tesařík obrovský (dub), vyžadují osluněné mrtvé kmeny, ale těch ubylo se zmizením pastevectví (vede k zarůstání lesa a většímu zastiňování kmenů) a odstraňováním solitérních stromů. Z druhů vázaných na jehličnany je ohrožený např. celoevropsky vzácný trnoštítec horský vyžadující staré porosty borovice nebo smrku s tlejícím dřevem, kozlíček mřížkovaný vázaný na jedli, která z většiny českých lesů vymizela, nebo kozlíček hvozdník s výskytem ve starých horských smrčinách. Jedním z negativních vlivů lesního hospodářství je ponechávání vykácených stromů na skládkách v lese – tesaříci do nich nakladou vajíčka a poté je dřevo odvezeno na zpracování, což vede k úbytku populace.
V Červeném seznamu ohrožených druhů ČR z roku 2005 je 14 druhů v kategorii kriticky ohrožený, 17 v kategorii ohrožený a 6 je uváděno jakožto zranitelné. V aktualizovaném seznamu z roku 2017 je 16 druhů kriticky ohrožených, 23 ohrožených a 8 zranitelných. Některé druhy byly přeřazeny do kategorií závažnějšího ohrožení, zatímco stav jiných se zřejmě zlepšil. Rozdíly v číslech jsou dány také tím, že některé druhy, které byly v Česku považovány za již vyhynulé, se navrátily nebo zde byly znovuobjeveny, ale jsou silně ohroženy.
Sedm druhů tesaříkovitých je v České republice chráněných podle Zákona o ochraně přírody a krajiny.
| - Acanthocinus reticulatus - kozlíček mřížkovaný - Cornumutila lineata - Delius fugax - Ergates faber - tesařík zavalitý - Necydalis ulmi - Nivellia sanguinosa - Nothorhina muricata - Paracorymbia tesserula - Phymatodes glabratus - Phytoecia argus - Phytoecia scutellata - Purpuricenus kaehleri - tesařík broskvoňový - Stictoleptura erythroptera - Tragosoma depsarium - trnoštítec horský - Vadonia unipunctata - Xylotrechus capricornus | - Aegosoma scabricorne - tesařík drsnorohý - Akimerus schaefferi - tesařík Schafferův - Brachyta interrogationis - Callidium coriaceum - Cerambyx cerdo - tesařík obrovský - Dorcadion aethiops - kozlíček černý - Etorufus pubescens - Euracmaeops septentrionis - Leiopus punctulatus - Leptura annularis - Molorchus kiesenwetteri - Molorchus marmottani - Monochamus sartor - kozlíček hvozdník - Oberea euphorbiae - Oberea histrionis - Pedostrangalia revestita - Phytoecia uncinata - Rhamnusium bicolor - Ropalopus ungaricus - tesařík javorový - Ropalopus varini - Rosalia alpina - tesařík alpský - Saperda punctata - kozlíček jilmový - Trichoferus pallidus | - Dorcadion fulvum - kozlíček hnědý - Isotomus speciosus - Leptura aurulenta - tesařík páskovaný - Necydalis major - polokrovečník větší - Phytoecia caerulescens - kozlíček kovolesklý - Ropalopus clavipes - Saperda octopunctata - Stenhomalus bicolor |

## Ohrožení tesaříci v Česku

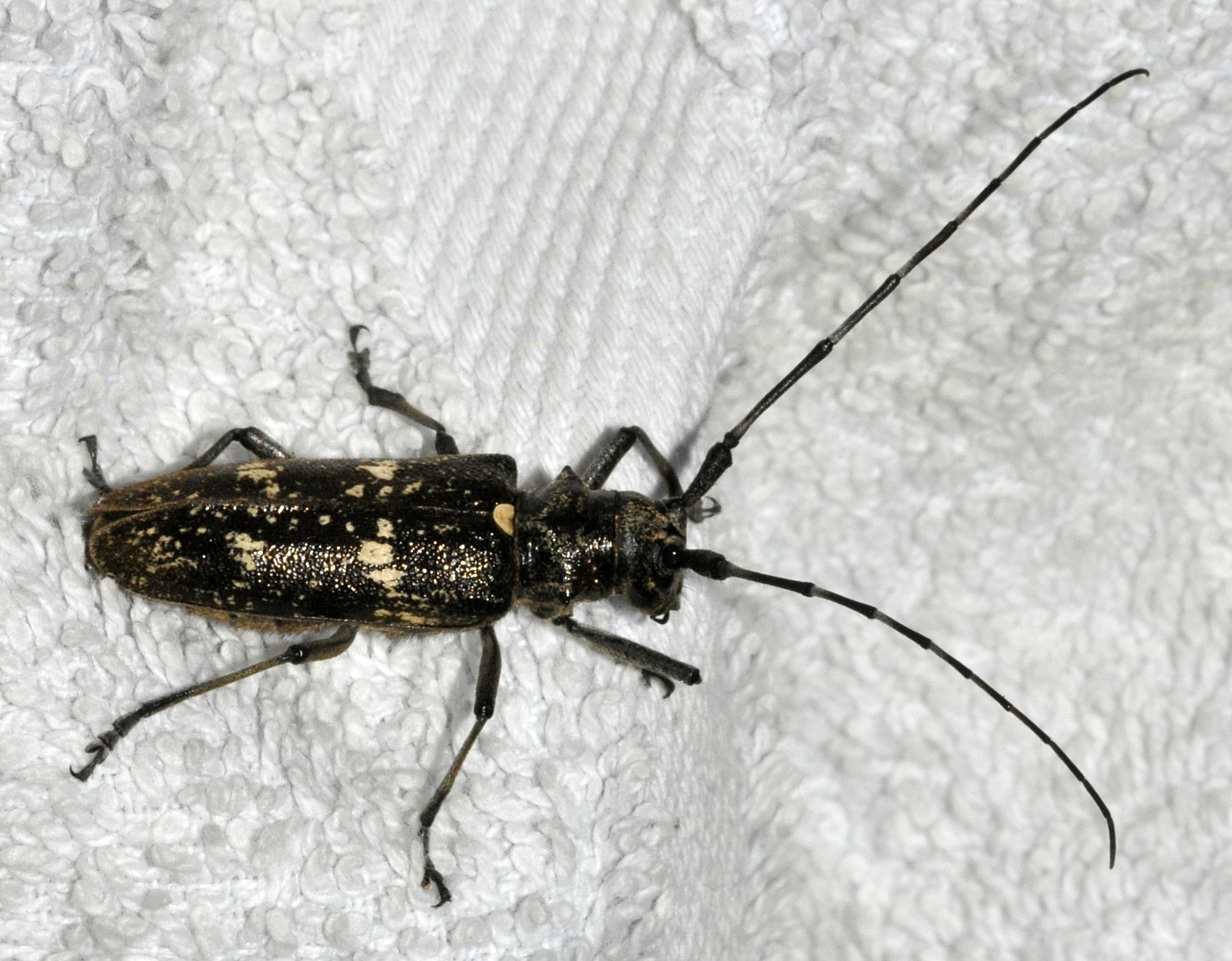
kozlíček hvozdník
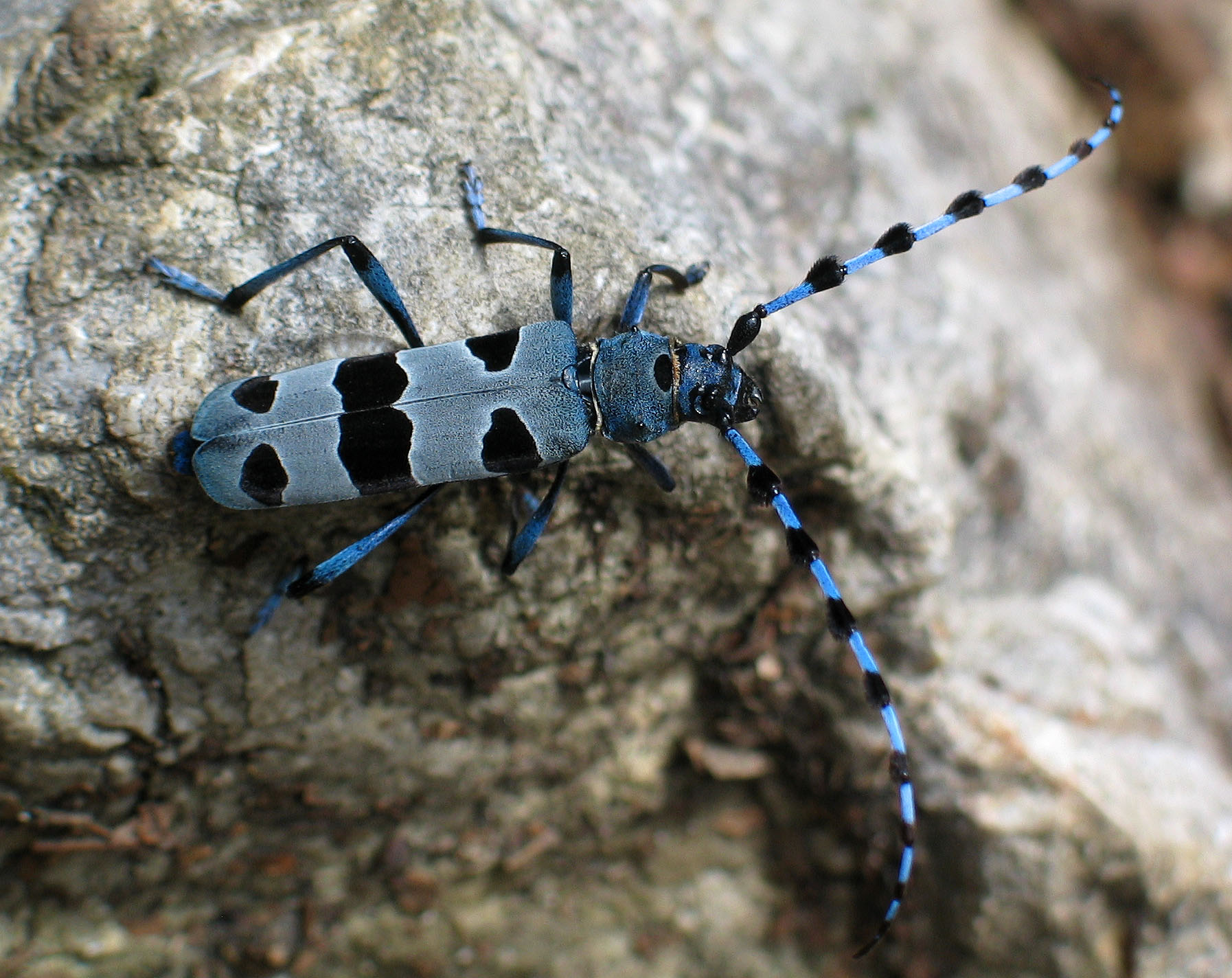
tesařík alpský
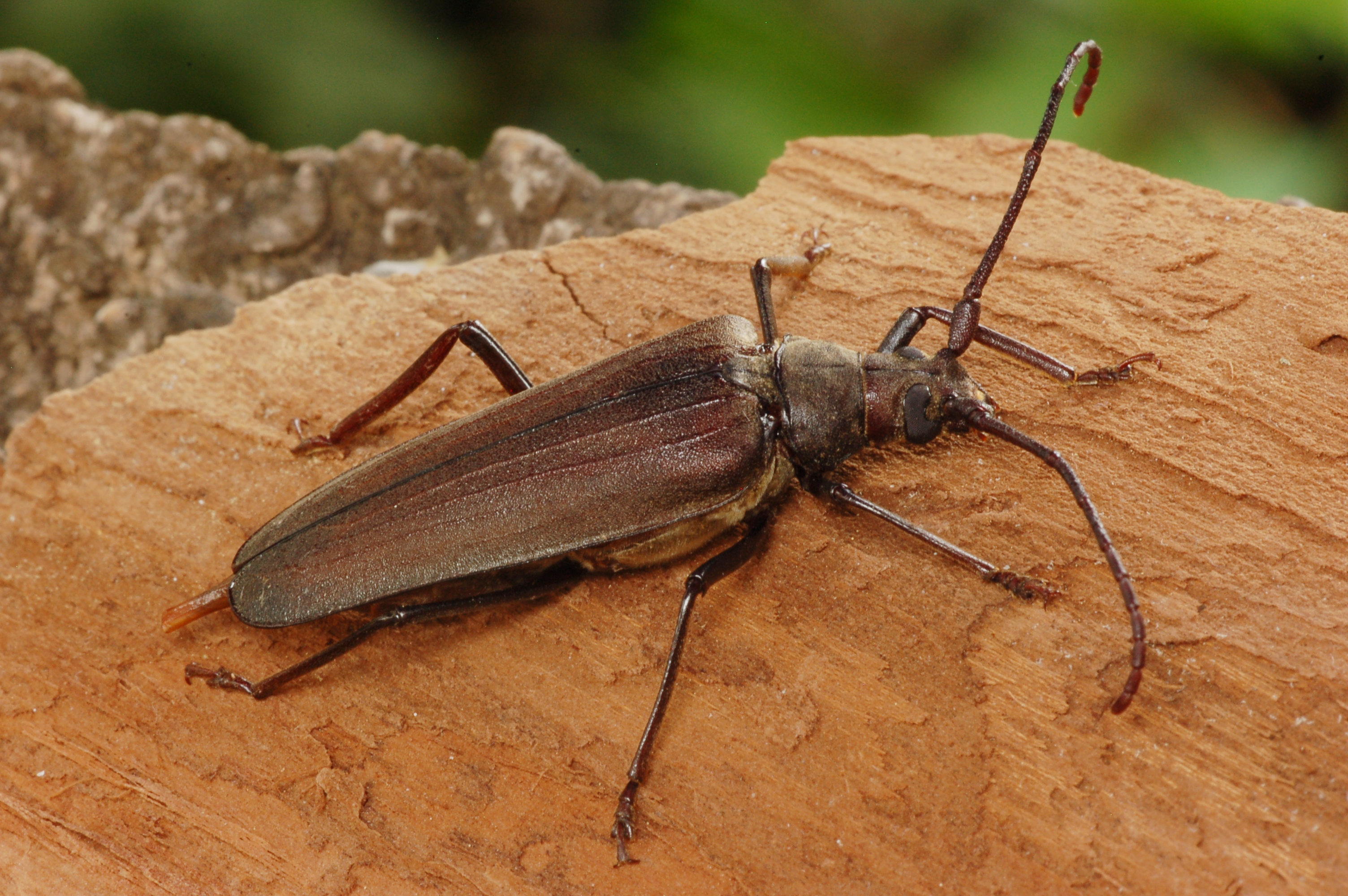
tesařík drsnorohý
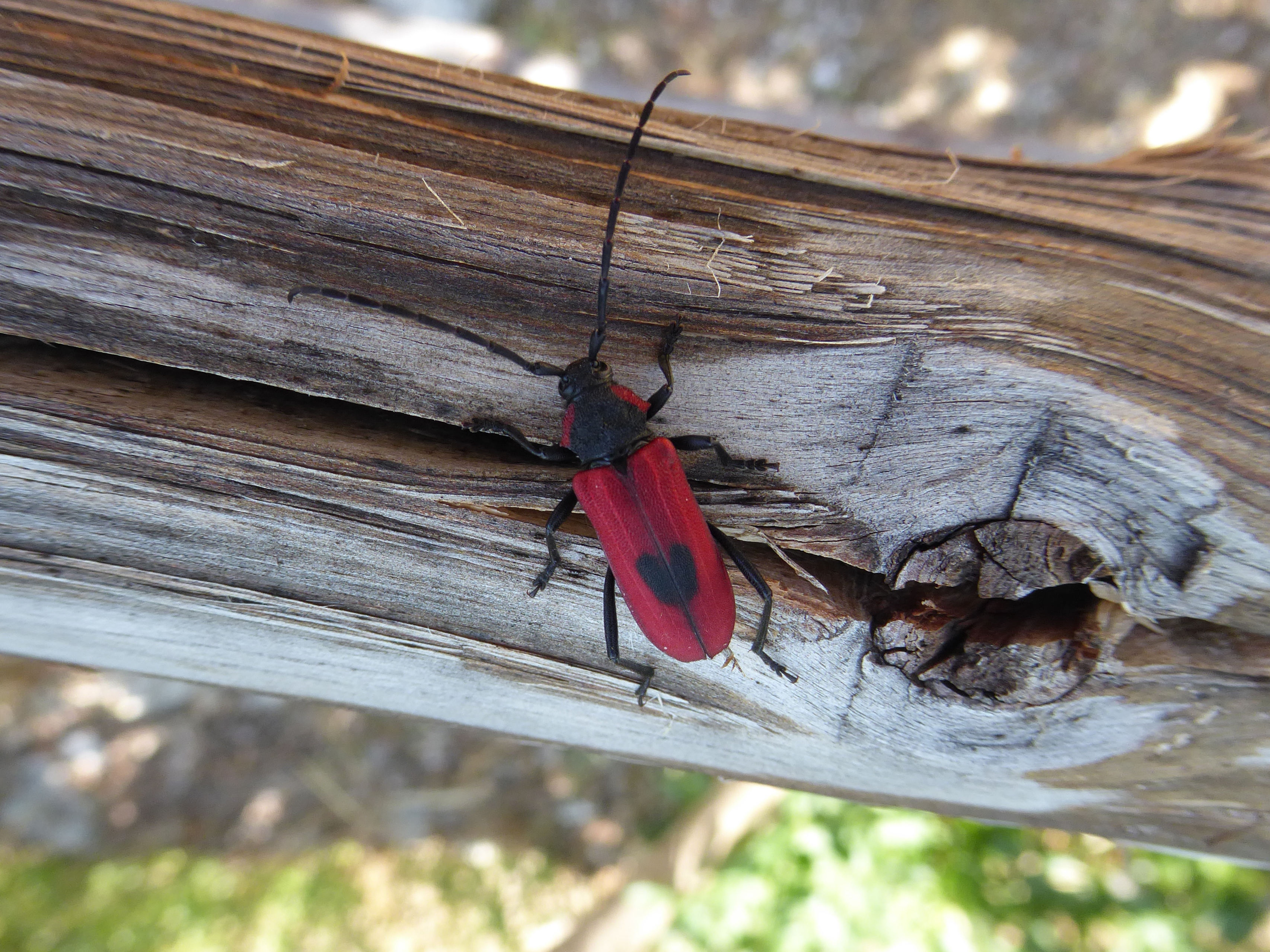
tesařík broskvoňový
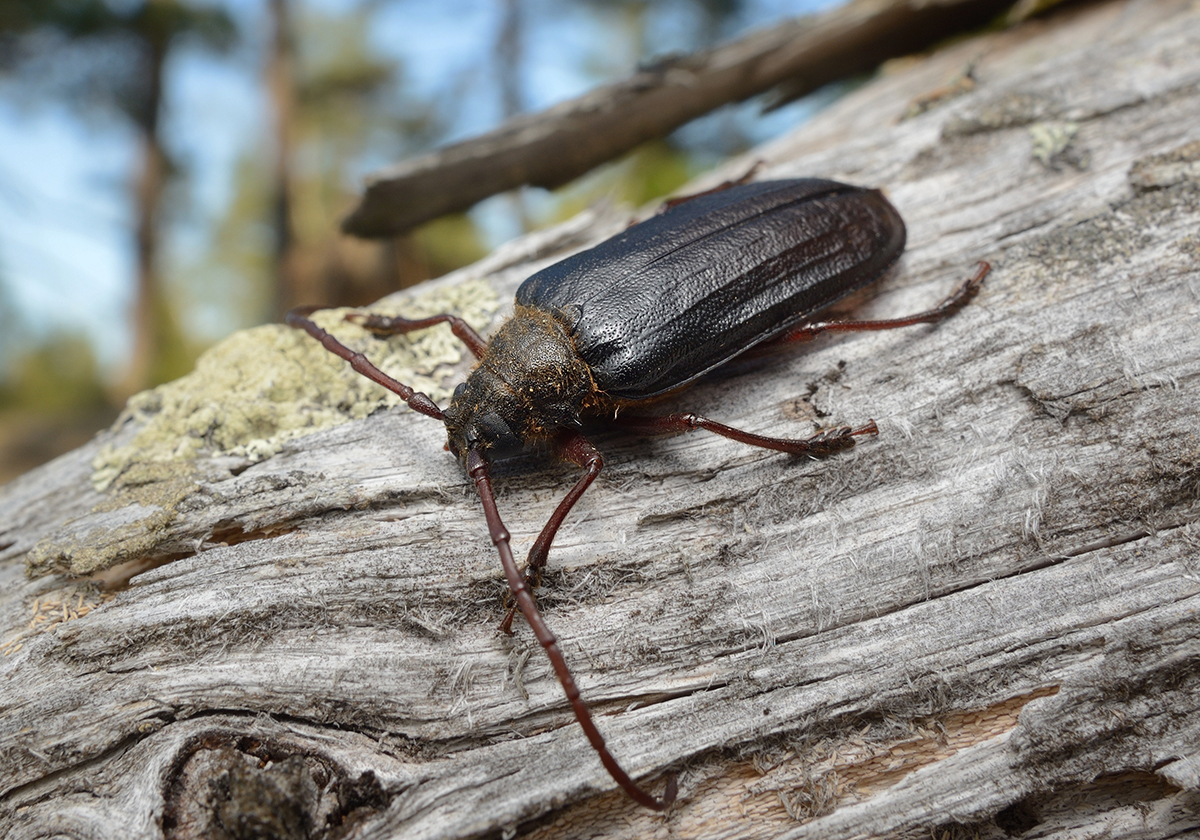
trnoštítec horský
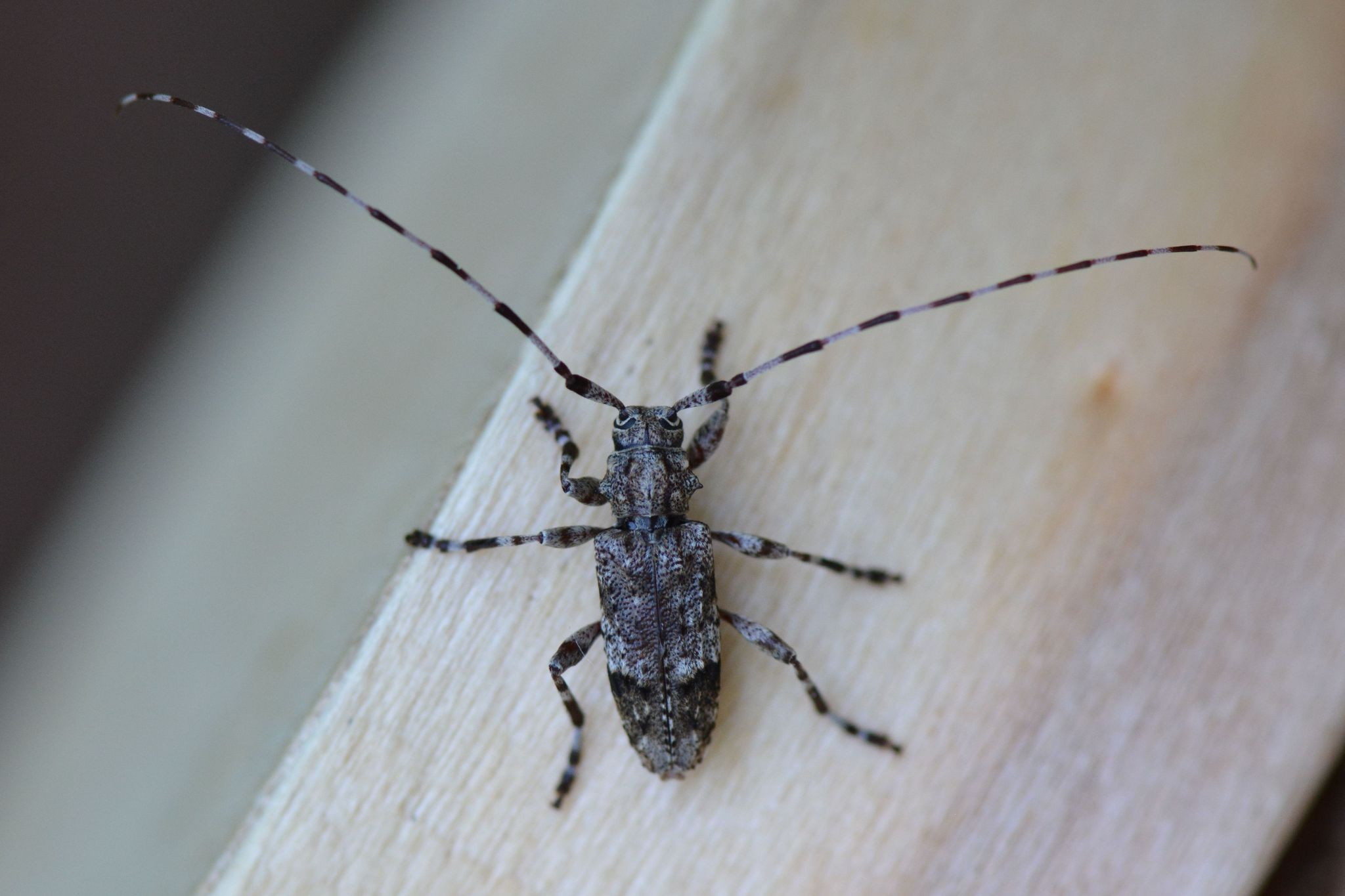
kozlíček mřížkovaný
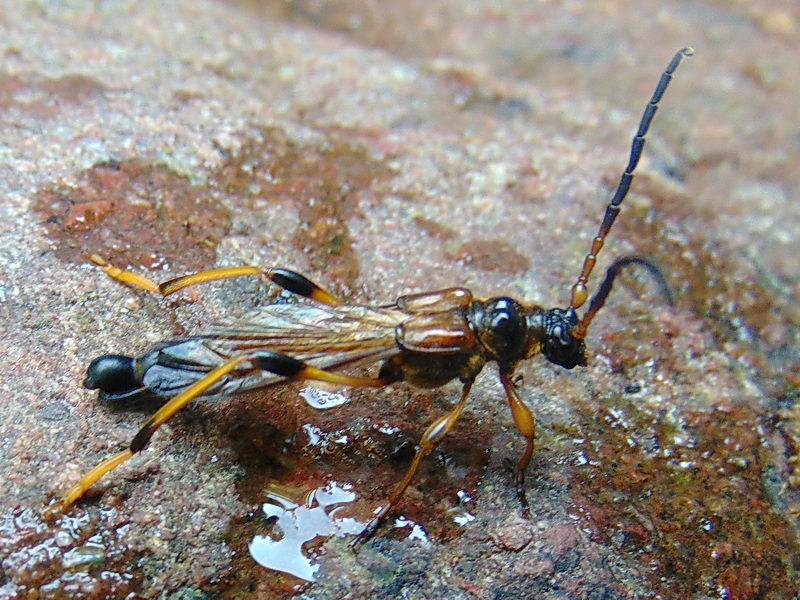
Necydalis ulmi
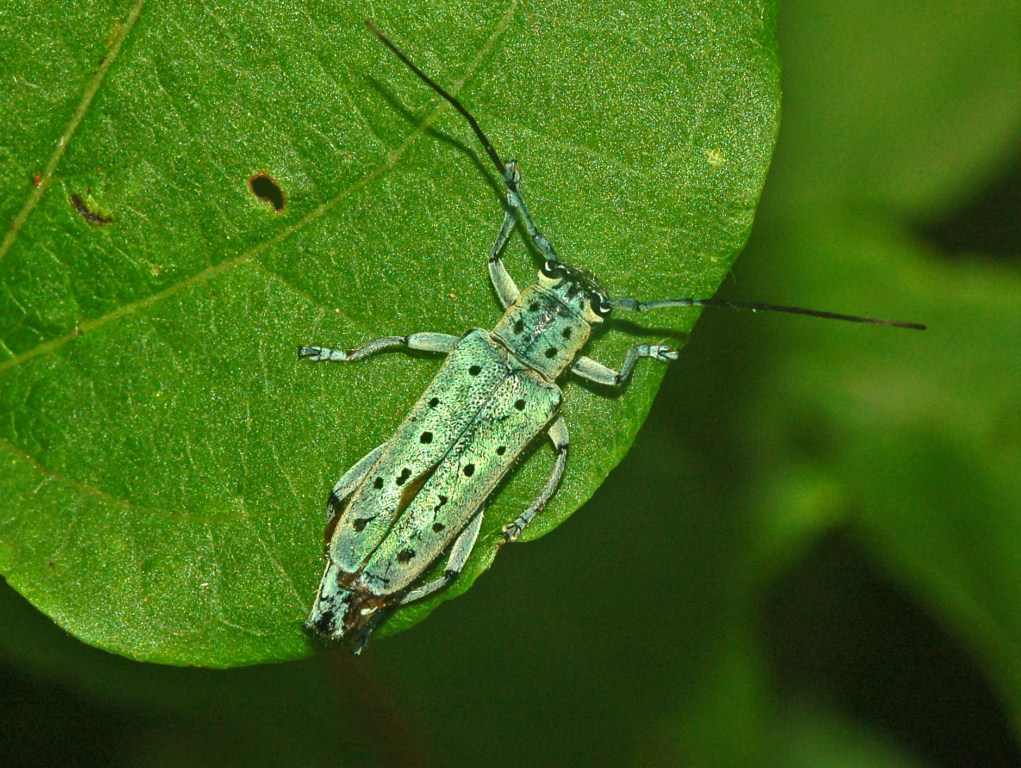
kozlíček jilmový
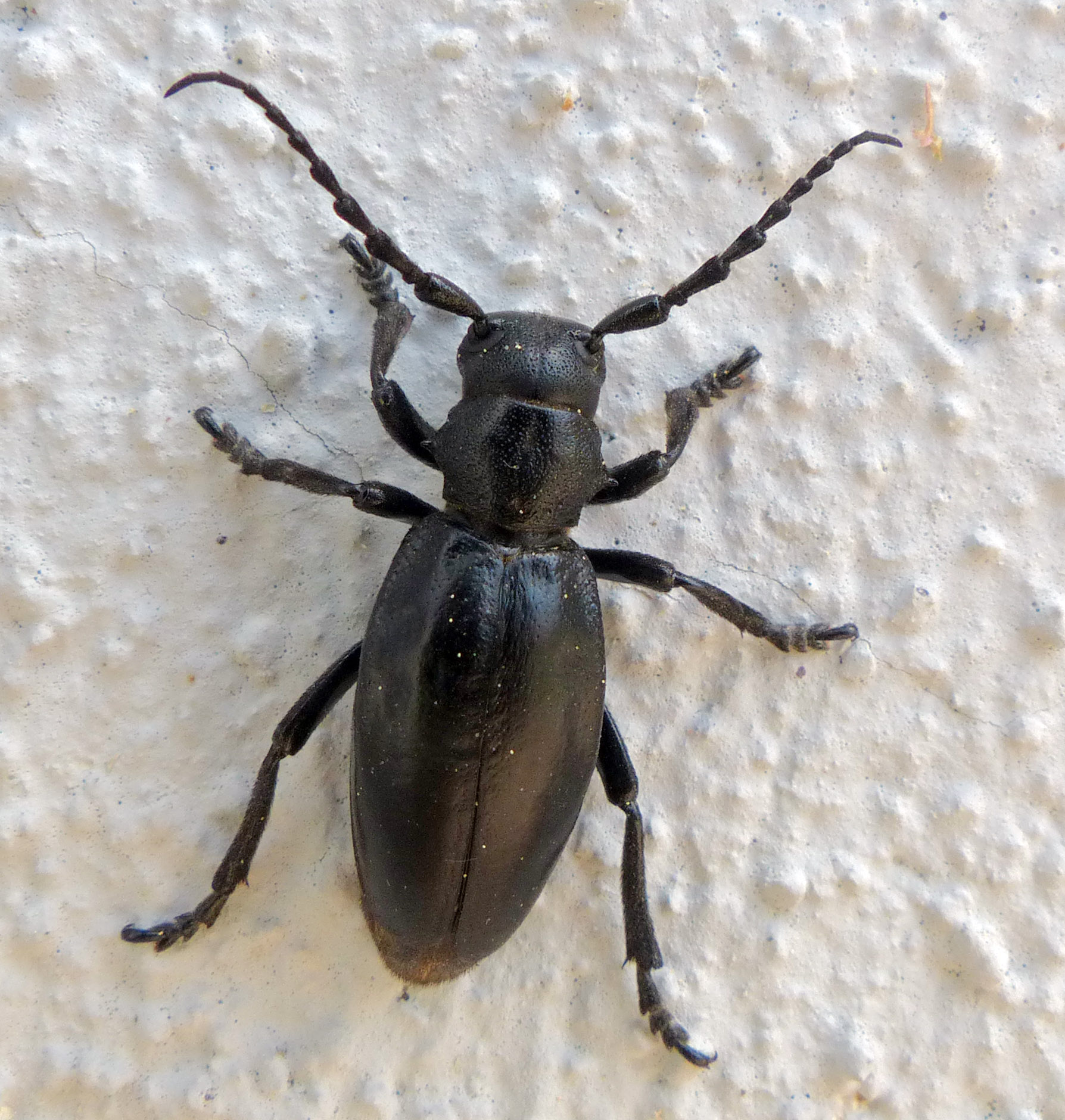
kozlíček černý
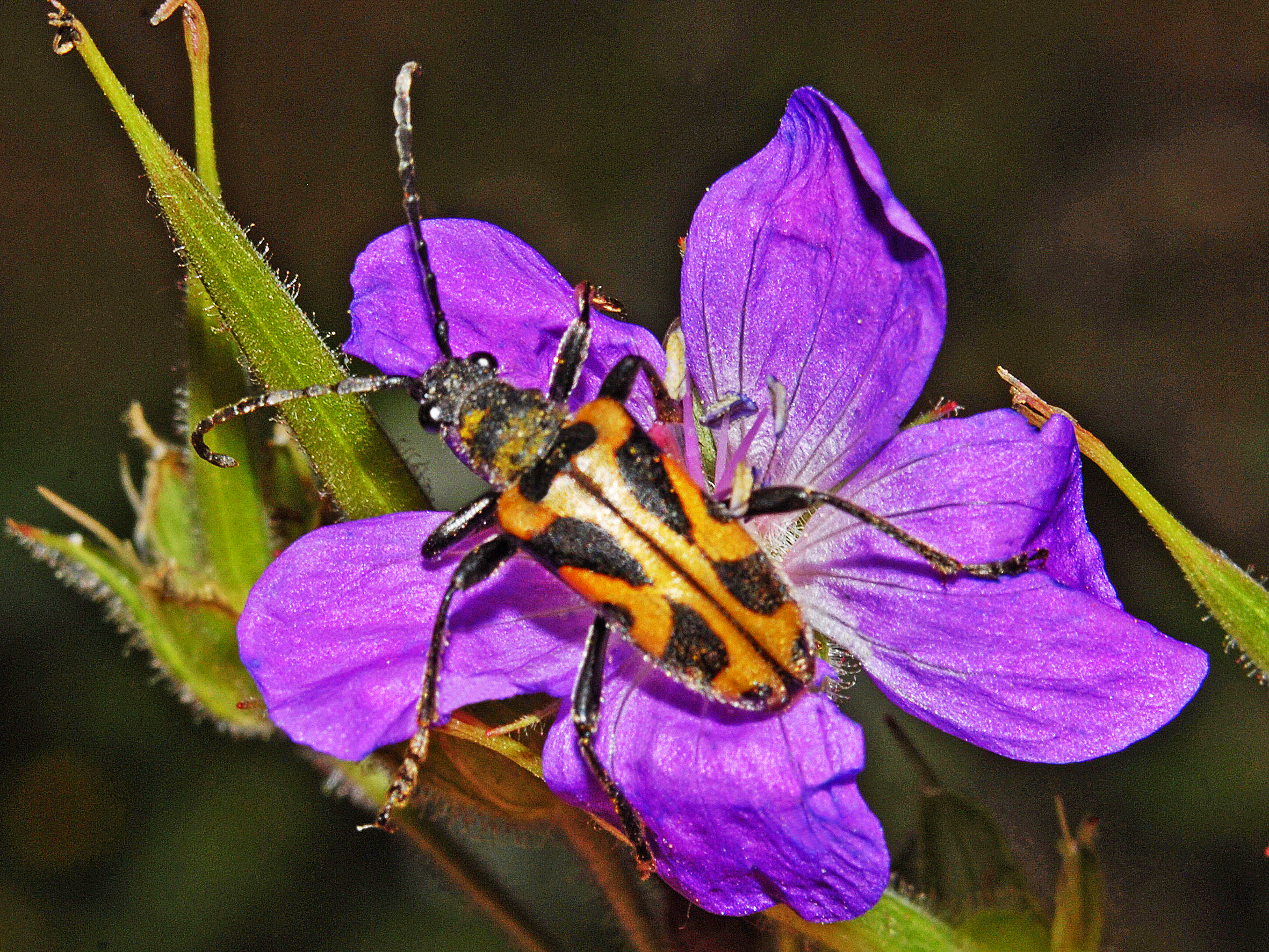
Brachyta interrogationis